# Idéophones coréens
 (octobre 2021).
En linguistique on distingue l’onomatopée qui représente une idée par le son qui lui est associé (« bing » pour « donner un coup ») de l’idéophone qui rend compte d’une idée, une sensation, une odeur, un son ou un mouvement à travers sa prononciation. Par exemple, le terme « riquiqui » en français pour qui désigne quelque chose de très petit est un idéophone.
On dénombre aujourd’hui plus de 30 000 idéophones dans la langue coréenne. Cela représente une part très importante du vocabulaire contrairement aux langues indo-européennes qui ne comprennent que peu de ces mots dans leurs vocabulaires et où leur utilisation peut être perçue comme familière ou enfantine. En coréen en revanche, la présence de ces idéophones à pour effet de vitaliser le discours car ils sont directement associés à une sensation et non à la conceptualisation linguistique de cette idée. Ainsi, la formule « 깜박했어 » (kkambakhaeso) signifiant « avoir oublié » et qui symbolise le clignotement (comme si le souvenir c’était soudainement éteint) est plus percutante que l’équivalent français « j’ai oublié » ou « je ne m’en souviens plus ».

## Le son associé à l’idée
La langue coréenne est forte de symboles et ses voyelles sont catégorisées selon qu’elles soient positives/lumineuses aussi appelées voyelles « Yang », négatives/sombres également nommées voyelles « Yin » ou neutres :
[a], [o], [ꭤ], sont des voyelles positives
[ə], [e], [u], sont des voyelles négatives

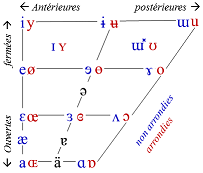

En termes de prononciation, les voyelles positives sont plutôt dites ouvertes et postérieures alors que les négatives sont plutôt mi-fermées et antérieures ou centrales.
Ainsi les voyelles positives sont principalement présentes dans des idéophones symbolisant le bon, le clair et les voyelles négatives dans ceux symbolisant le mauvais, le désagréable et le sombre. Par exemple pour exprimer les couleurs, les voyelles positives dénotent de la luminosité alors que les négatives expriment l’obscurité :
« 하얗 » (hayah) déigne quelque-chose de blanc, alors que « 허옇 » (heoyeoh) signifie aussi être blanc mais avec l'idée d'un rendu plus sombre, moins éclatant.
Concernant les consonnes, la force de la prononciation est très souvent liée à l’intensité de l’image procurée. Les consonnes coréennes pouvant être groupées en fonction de l’appui mis dans la prononciation et l’expiration d’un son similaire : ㄱ/ㅋ/ㄲ (k/kh/kk) ; ㅈ/ㅊ/ㅉ (c/ch/cc) ; ㅂ/ㅍ/ㅃ (p/ph/pp)… Ainsi « 보글보글 » (bogueul bogueul) désigne de l’eau qui boue légèrement alors que « 뽀글뽀글 » (bbogueul bbogueul) signifie bouillir à grosses bulles.
Parmi le répertoire des idéophones, un certain nombre sont dits doublés car l’idéophone reprend deux fois la même syllabe. Cela donne un rythme plus cadencé et rend également la mémorisation plus facile qu’une succession de syllabes différentes. Par exemple « 반짝반짝 » (pantchak pantchak) signifie briller, scintiller et « 지끈지끈 » (jikkeun jikkeun) décrit une douleur lancinante.

## Utilisation au quotidien
Les idéophones sont largement répandus dans la langue coréenne et sont utilisés dans des registres informels ou formels. Ils sont couramment utilisés à l’écrit et peuvent avoir différentes fonctions grammaticales. Ainsi 슬금 슬금 (seulgueum seulgueum) signifie « à la dérobée » et est utilisé comme adverbe alors que 똑똑하다 (ddok-ddok hada) qui signifie « être intelligent » est un verbe.

## Présence dans la littérature et les media
Les idéophones sont énormément utilisés dans la littérature et les media. On les retrouve dans les Manwha où ils sont énormément employés notamment pour donner plus de volume et relief aux actions dessinées et des impressions de mouvements. Ils représentent un élément central de cette forme de bande dessinée et la traduction en est souvent complexe pour ne pas perdre en compréhension. Par exemple l’utilisation de l’idéophone « 불쑥 » (bulssuk) permet d’indiquer la manière dont quelque-chose ressort ou apparaît soudainement et est souvent utiliser pour illustrer un mouvement brusque mais est difficilement traduisible en français,.
On les retrouve également beaucoup dans les chansons où leur dimension descriptive enrichie les paroles mais surtout pour leur sonorité. Dans la chanson Christmas Love du chanteur de K-POP Jimin, le terme Sobok Sobok (소복소복) a retenu l’attention des auditeurs ne parlant pas coréen par sa sonorité et par sa difficulté à être traduit. En effet, sobok sobok désigne l’amoncellement délicat de la neige quand subuk subuk désigne un lourd amas de neige.
Les idéophones sont également souvent utilisés dans la presse, notamment pour donner plus d’impact aux gros titres. Les idéophones sont par nature idéaux pour attiser la curiosité des lecteurs car ce sont des mots courts et simples mais chargés de sens et fortement évocateurs. Il n’est donc pas rare de retrouver des idéophones dans les revues les plus sérieuses comme le Maeil Kyongje, le principal quotidien économique coréen qui titrait en novembre 2020 « 펄펄 끓는 부산 집값, 석달새 10억 '쑥 » (Les prix « bouillonnant » de l’immobilier à Busan, un « bond » d’un milliard en trois mois) utilisant deux idéophones, « 펄펄 » (peol peol) qui décrit un fort bouillonnement et « 쑥 » (ssuk) qui signifie augmenter, grimper soudainement.